# Regnitz

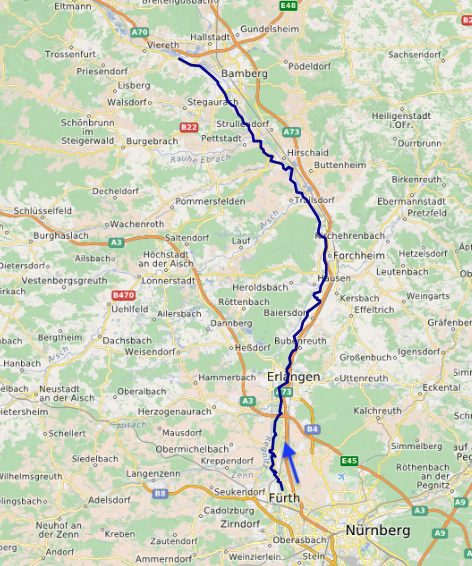
Karta över floden.

Regnitz är en flod i Franken i Tyskland, som vid Bamberg mynnar ut i Main.
Floden med den tyska vattenkoden 242 är nästan 64 km lång och avrinningsområdet är ungefär 7 520 km² stort.
Floden Regnitz har sitt ursprung vid sammanflödet av floderna Pegnitz och Rednitz, som ligger cirka 1 km norr om Fürth på 282 meter över havet. Mynningen i Main ligger ungefär 50 meter lägre.